# Крушение «Эссекса»

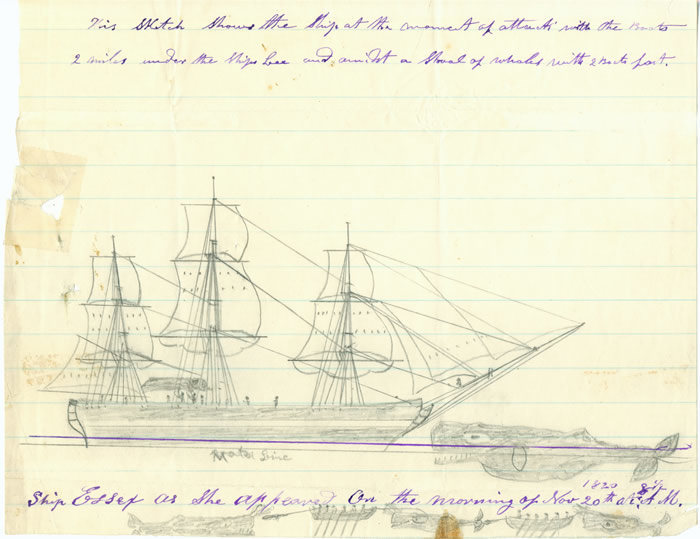
Китовая атака на «Эссекс». Рисунок Томаса Никерсона

Крушение «Эссекса» — инцидент, произошедший с американским китобойным судном «Эссекс», капитаном которого был Джордж Поллард-младший. В 1820 году в южной части Тихого океана «Эссекс» был атакован кашалотом и затонул, а его команда за тысячи миль от берега была вынуждена искать спасение на трёх вельботах. Инцидент вдохновил Германа Мелвилла на написание в 1851 году романа «Моби Дик».

## Судно и экипаж
| Экипаж «Эссекса» |
| Капитан Джордж Поллард-мл. Первый помощник Оуэн Чейз Второй помощник Мэттью Джой Лодочные рулевые Томас Чаппел · Обед Хендрикс · Бенджамин Лоуренс Стюард Уильям Бонд Матросы Оуэн Коффин · Айзек Коул · Генри Девитт* · Ричард Петерсон · Чарльз Рамсделл · Барзилай Рэй · Сэмюэл Рид · Айзейя Шепард · Чарльз Шортер · Лоусон Томас · Сет Уикс · Джозеф Уэст · Уильям Райт *высажен в Эквадоре в сентябре 1820 года Юнга Томас Никерсон |

«Эссекс» был старым кораблём типа Бостонский китобоец, но многие из его походов были прибыльными, поэтому судно приобрело прозвище «счастливчик». Капитаном был Джордж Поллард-младший, в чине первого помощника выступал Оуэн Чейз, который занимал этот пост и в предыдущем удачном походе. Джордж Поллард в свои 29 лет был самым молодым капитаном на китобойном промысле. Оуэну Чейзу было 23 года, а самым молодым членом экипажа являлся юнга Томас Никерсон, которому исполнилось всего 14 лет.
Судно незадолго до последнего плавания было полностью переоборудовано. При водоизмещении в 238 тонн и длине 27 м «Эссекс» был оснащён четырьмя отдельными вельботами, каждый из которых был примерно 8,5 м в длину. Конструкция лодок была ненадёжной, зато обеспечивала высокую скорость передвижения.

## Плавание
12 августа 1819 года «Эссекс» покинул гавань порта приписки — Нантакет и отправился к западному побережью Южной Америки на два с половиной года. Уже через два дня после отплытия судно попало в шквал, во время которого концы бимсов почти ложились на воду (что означает крен судна более чем в 45°). Брамсель был разорван, а три вельбота сильно повреждены. Капитан принял решение продолжить плавание без ремонта и устранения полученных повреждений. В январе 1820 года «Эссекс» обогнул мыс Горн. Проход этого места занял целых пять недель, что было крайне много даже для того времени. Этот факт и события недавнего шквала привели к разговорам среди матросов о недобром предзнаменовании. Однако всё это было позабыто, когда летом «Эссекс» начал долгий промысел в южной части Тихого океана, двигаясь на север вдоль западного побережья материка.
Находясь в месте промысла, ресурсы которого были почти исчерпаны, «Эссекс» встретил другое китобойное судно, экипаж которого поведал о новой открытой области для лова, известной как «Морская земля». Место это располагалось на 5-10 градусах ю. ш. и 105—125 градусах з. д. на юге Тихого океана, примерно 2500 морских миль (4600 км) на юг и запад. В начале становления тихоокеанского промысла удаление от суши нового района казалось огромным, а многочисленные острова в том регионе, по слухам, были населены людоедами. Чтобы пополнить запасы для предстоящего долгого путешествия, «Эссекс» отплыл к острову Чарльз Галапагосской островной группы.
В связи с необходимостью залатать серьёзные течи, судно было вынуждено встать 8 октября на якорь у острова Худ. За семь дней стоянки экипаж выловил 300 черепах, пополнив ими запасы провианта на корабле. Затем судно отправилось к острову Чарльз, где 22 октября матросами было добыто ещё 60 черепах. Пока экипаж охотился, лодочный рулевой Томас Чаппел решил разжечь огонь в лесу с целью подшутить над остальными моряками. Однако, как раз на это время приходился пик засухи, и вскоре огонь вышел из-под контроля, быстро окружив охотников. Матросы были вынуждены спасаться бегством через пламя. Когда они достигли «Эссекса», уже почти весь остров был охвачен огнём. Экипаж был огорчён случившимся, а капитан Поллард объявил, что жестоко накажет поджигателя. Опасаясь порки, Чаппел долго не решался сделать признание. Между тем, остров продолжал гореть и на следующий день, когда корабль покинул его. После целого дня плавания с корабля всё ещё был виден огонь на горизонте. Много лет спустя, когда на остров вернулся Томас Никерсон (служивший на «Эссексе» юнгой), он обнаружил лишь чёрную пустошь: «ни деревьев, ни кустарников, ни травы не появилось с тех пор». Считается, что пожар способствовал исчезновению там черепах и пересмешников Флорена.

## Китовая атака
В команде корабля, находящегося за тысячи миль от побережья Южной Америки, постепенно возрастало напряжение, в особенности между офицерами — Поллардом и Чейзом. Вельботы возвращались пустыми на протяжении нескольких дней, а 16 ноября лодка Чейза была «разбита… буквально на куски», когда кит начал всплывать, находясь прямо под днищем вельбота. Однако в 8 часов утра 20 ноября 1820 года команда корабля увидела в море фонтан и на трёх уцелевших вельботах началось преследование кашалота.
С подветренной стороны от «Эссекса» лодка Чейза загарпунила кита, но тот задел вельбот, в котором образовалась течь. Людям пришлось перерезать трос гарпуна и отправиться к кораблю для осуществления неотложного ремонта. Между тем, в двух милях от наветренного борта «Эссекса» люди в лодках капитана Полларда и второго помощника загарпунили другого кита, и теперь тот тащил вельботы прочь от судна. Пока Чейз ремонтировал повреждённый вельбот, экипаж наблюдал кита — кашалота, бывшего намного крупнее обычных размеров (предположительно, около 26 м в длину). Поведение кита было довольно странным. Он лежал неподвижно на поверхности воды головой к кораблю, а затем начал двигаться по направлению к судну, набирая скорость мелкими подныривающими движениями. Кит протаранил «Эссекс» и ушёл под него, накреняя корабль. Затем кашалот всплыл по правому борту и расположился вдоль судна, головой к носу, а хвостом — к корме. Судя по всему, кит был оглушён. Чейз готов был его загарпунить, но вовремя понял, что хвост кашалота находится всего в нескольких сантиметрах от руля. Таким образом, получив удар гарпуна, кит легко может разрушить руль. Опасаясь оказаться на неуправляемом корабле в тысячах миль от берега, Чейз отказался от своих намерений. Кит к тому времени пришёл в себя и теперь плавал в нескольких сотнях метров впереди судна, повернувшись к нему головой.

Я обернулся и увидел его примерно в ста родах (около 500 м) прямо перед нами, плывущего с удвоенной своей обычной скоростью (около 24 узлов, или 44 км/ч), и, казалось, с удесятерённой ненавистью и жаждой мести во взгляде. Его разрушительный хвост оставлял вокруг себя по всем сторонам буруны. Голова наполовину была поднята над водой, и таким образом он пришёл к нам, снова ударив по кораблю.— Оуэн Чейз
Кит проломил нос судна как яичную скорлупу, отбросив 238-тонный корабль назад. Наконец, кашалот вытащил голову из пробитого корпуса и скрылся из виду. «Эссекс» стал быстро крениться на нос. Чейз и остальные моряки отчаянно пытались установить такелаж на единственный вельбот, в то время как стюард бросился вниз, чтобы собрать все навигационные средства, которые смог найти.

Лодка капитана была первой, что подошла к нам. Он остановил её, но не мог вымолвить ни единого слова, настолько был подавлен. «Боже мой, мистер Чейз, что случилось?» Я ответил: «Нас протаранил кит».— Оуэн Чейз
Это был первый известный случай атаки кита на китобойное судно.

## Борьба за спасение
Корабль затонул в 2000 морских миль (3700 км) к западу от побережья Южной Америки. Двадцать моряков остались в трёх небольших вельботах с запасом продовольствия и пресной воды лишь на два дня. Ближайшие известные острова, Маркизские, находились более чем в 1200 милях (2222,4 км) на западе. Капитан Поллард принял решение плыть к ним, но команда во главе с Оуэном Чейзом полагала, что острова могут быть заселены людоедами, и проголосовала за то, чтобы попытаться достичь Южной Америки. Лодки не могли плыть против пассата, и должны были вначале пройти 1000 миль (1852 км) на юг, прежде чем можно было использовать западные ветра и повернуть к побережью материка, которое находилось бы от потерпевших крушение на расстоянии 3000 миль (5556 км).
Среди провизии, спасённой с корабля, был небольшой запас галет, 5 живых черепах и 700 литров воды. Большая часть пищевых продуктов побывала в морской воде, поэтому их пришлось съесть в первую очередь, что ещё более увеличило жажду. Просолённую еду люди ели на протяжении двух недель, прибегая при этом к полосканию рта морской водой и питью собственной мочи. Вельботы, не предназначенные для дальних и продолжительных плаваний (к тому же, грубо отремонтированные ранее), постоянно давали течи, что являлось весьма серьёзной проблемой для экипажа. Однажды люди одной из лодок вынуждены были накренить свой вельбот так, чтобы противоположный борт и пробоина в нём вышли из воды, дав возможность экипажу второго вельбота устранить течь. Лодки достигли необитаемого острова Хендерсон буквально в то время, когда через несколько часов люди бы начали умирать от жажды. Ныне этот остров является британской территорией, одним из островов Питкэрн. Если бы они высадились непосредственно на остров Питкэрн, который находился всего в 104 милях (192 км) на юге-западе, то получили бы помощь: остров был обитаем и там проживали последние оставшиеся в живых участники мятежа на «Баунти». На острове Хендерсон матросы с «Эссекса» обнаружили небольшой ключевой источник пресной воды. Рацион экипажа составляли птицы, яйца и крабы. Тем не менее, через неделю ресурсы острова в значительной части были исчерпаны. 26 декабря выжившие пришли к выводу, что в случае задержки в этом месте вскоре наступит голод. Однако, трое мужчин — Уильям Райт, Сет Уикс и Томас Чаппел приняли решение остаться. Остальные члены экипажа «Эссекса» возобновили плавание в канун Нового Года с целью достичь острова Пасхи. В течение трёх дней были исчерпаны запасы крабов и птиц, взятых в плавание. Из еды оставалось лишь небольшое количество хлеба, спасённого с корабля. 4 января, по оценкам моряков, они были слишком далеко от острова Пасхи, чтобы иметь возможность до него добраться. Было решено следовать к острову Мас-а-Тьерра, лежащему на расстоянии 1818 миль (3367 км) к востоку, и в 419 милях (776 км) к западу от побережья Южной Америки. Один за другим люди в лодках начали умирать.

### Лодка Чейза
10 января умер Мэттью Джой, а на следующий день лодка с Оуэном Чейзом, Ричардом Петерсоном, Айзеком Коулом, Бенджамином Лоуренсом и Томасом Никерсоном отделилась от остальных во время сильного шквала. Петерсон умер 18 января. Его, как и Джоя, зашили в собственную одежду и погребли в море. 8 февраля умер Айзек Коул, но его тело оставили в лодке. В условиях нехватки провизии, после обсуждения, было решено прибегнуть ради выживания к каннибализму. К 15 февраля у трёх оставшихся мужчин вновь закончились пищевые продукты, но 18 февраля они были замечены и спасены британским китобойным судном «Индиан», спустя 90 дней после гибели «Эссекса».

### Лодки Полларда и Хендрикса
В лодке Обеда Хендрикса запасы продовольствия закончились 14 января, а запасы Полларда подошли к концу ещё через неделю. Лоусон Томас умер 20 января и было решено употребить его тело в пищу. Чарльз Шотер умер спустя 3 дня, Айзейя Шепард — 27, а Сэмюэл Рид — 28 января. Все тела были съедены. 28 января две лодки были разделены. Третью лодку, в которой оставались Обед Хендрикс, Джозеф Уэст и Уильям Бонд, никогда больше не видели. Считается, что они погибли в море.
1 февраля пища вновь закончилась и ситуация в лодке капитана Полларда стала критической. Тогда было принято решение тянуть жребий, кто будет принесён в жертву во имя спасения остальных членов экипажа. Короткая соломинка, по иронии судьбы, досталась Оуэну Коффину, 17-летнему двоюродному брату капитана, которого тот некогда поклялся оберегать. Оуэн ответил, что примет свою участь ради спасения остальных. Члены экипажа вновь тянули соломинки, чтобы определить, кто должен будет исполнить роль палача. Она досталась другу Оуэна — Чарльзу Рамсделлу. Рамсделл застрелил Коффина из пистолета капитана, и его останки были съедены Поллардом, Барзиллаем Рэем и Чарльзом Рамсделлом. 11 февраля умер Рэй, что избавило людей от необходимости повторять страшную процедуру. В оставшееся время плавания Поллард и Рамсделл обгладывали кости Коффина и Рэя. Почти достигнув предела видимости южноамериканского берега, они были спасены китобойным судном «Дофин» 23 февраля 1821 года.

## Спасение и воссоединение
Поллард, Чейз, Рамсделл, Лоуренс и Никерсон воссоединились в порту города Вальпараисо, где и сообщили властям о трёх своих товарищах, которые остались на острове Хендерсон. К острову было направлено судно, которое 5 апреля 1821 года взяло их на борт. Трое мужчин были живы, хотя и близки к голодной смерти.
Все восемь спасённых людей вновь ушли в море уже через несколько месяцев после спасения. Герман Мелвилл позже предположил, что все моряки остались бы в живых, если бы изначально приняли предложение капитана Полларда плыть на запад.

## Последствия

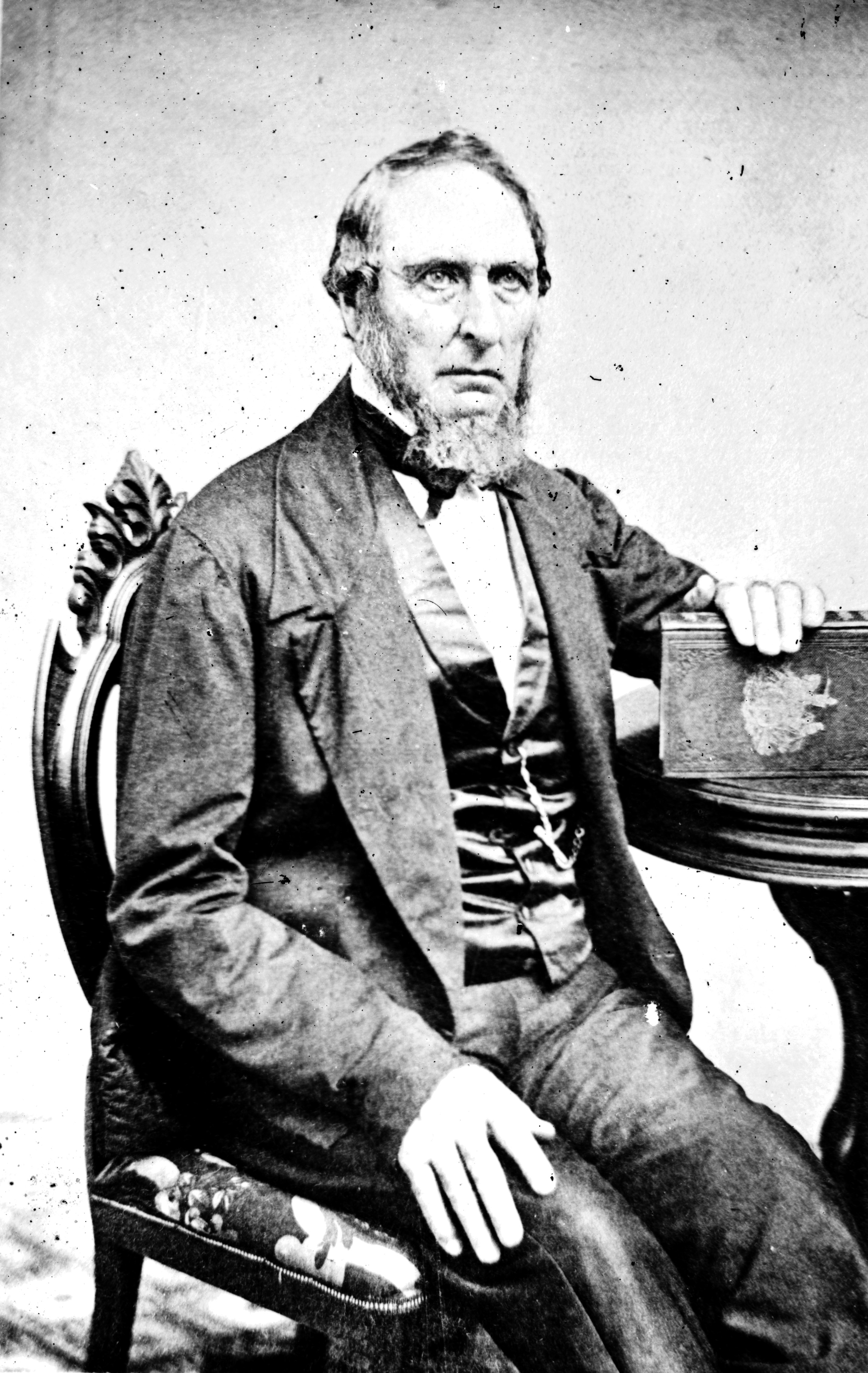
Оуэн Чейз в последующие годы

Капитан Джордж Поллард-мл. вернулся в море в начале 1822 года в качестве капитана китобойного судна «Два брата». После кораблекрушения на Френч-Фригат-Шолс во время шторма у Гавайских островов в свой первый же рейс (Полларду вновь пришлось воспользоваться ботом, он и остальной экипаж были подобраны проходящим мимо судном спустя пять дней. Обломки корабля были найдены в 2011 году), он пересел на торговое судно, которое также вскоре потерпело крушение в том же районе. Джордж Поллард должен был занять место капитана на судне «Йонах», однако судовладелец не рискнул доверить ему очередной корабль, и Поллард был вынужден уйти в отставку. Он стал ночным сторожем в городе Нантакет. Каждое 20 ноября он запирался в своей комнате и поминал людей «Эссекса».
Старший помощник Оуэн Чейз вернулся в Нантакет 11 июня 1821 года, чтобы разыскать свою 14-месячную дочь, которую ранее никогда даже не видел. Четыре месяца спустя он закончил писать книгу о произошедших событиях, названную «Рассказ о самом необычном и ужасном кораблекрушении, произошедшем с китобойным судном „Эссекс“» (англ. Narrative of the Most Extraordinary and Distressing Shipwreck of the Whale-Ship Essex). Позже эта книга вдохновит писателя Германа Мелвилла на написание романа «Моби Дик». В декабре Чейз вновь отправился в плавание в должности старшего помощника на китобойном судне «Флорида», а затем — выходил в море в качестве капитана судна «Уинслоу» вплоть до постройки собственного корабля «Чарльз Кэррол». Чейз выходил в море ещё 19 лет, возвращаясь на сушу лишь на короткие промежутки времени каждые 2-3 года. И каждый раз становился отцом ребёнка. Его первые две жены умерли, когда Чейз был в море. Он развёлся со своей третьей женой, когда обнаружил, что та родила спустя 16 месяцев после того, как он в последний раз её видел. Однако впоследствии он воспитал её ребёнка как своего собственного. В сентябре 1840 года, через два месяца после завершения процедуры развода, он женился в четвёртый и последний раз, уйдя из китобойного промысла. Воспоминания об ужасных днях, проведённых в море на вельботе, преследовали Оуэна Чейза. Он страдал от сильных головных болей и ночных кошмаров. В конце жизни Чейз приобрёл привычку прятать еду на чердаке своего дома в Нантакете, стоящего на Оранжевой улице.
Юнга Томас Никерсон стал капитаном торгового флота, а затем написал книгу «Потеря корабля „Эссекс“, потопленного китом, и испытания экипажа в открытых лодках» (англ. The Loss of the Ship "Essex" Sunk by a Whale and the Ordeal of the Crew in Open Boats). Книга не была опубликована вплоть до 1984 года, когда была выпущена Нантакетской исторической ассоциацией (англ. Nantucket Historical Association). Никерсон написал её в конце жизни, и до 1960 года о её существовании не было известно. В 1980 году книга попала в руки нантакетскому эксперту по китобойному промыслу Эдуарду Стакполу, который и оценил её значимость.
Чарльз Рамсделл перед выходом на пенсию стал капитаном китобойного судна «Дженерал Джексон». Бенджамин Лоуренс до своей отставки являлся капитаном судов «Дромо» и «Харон», а после выхода на пенсию стал фермером. Уильям Райт также вернулся в китобойный промысел и утонул во время урагана в Вест-Индии. Сет Уикс вёл уединённый образ жизни на Кейп-Код. Томас Чаппел, как считается, стал миссионером-проповедником.
Многие из оставшихся в живых рано или поздно написали свои отчёты о катастрофе, некоторые из которых различаются деталями о поведении тех или иных спасшихся людей.

## Память
Рассказы о катастрофе достигли молодого в то время Германа Мелвилла. Во время службы на китобойном судне «Акушнет» он встретил сына Оуэна Чейза, служившего в то время на другом китобойном корабле. Случайная встреча произошла менее чем в 100 милях (185,2 км) от места затопления «Эссекса». Чейз подарил Мелвиллу отчёт своего отца, и тот читал книгу в море, вдохновляясь идеей о том, что кит может быть способен на причинение такого бедствия. Мелвилл позже встретился с капитаном Поллардом, записав о нём в дубликате повествования Чейза следующее: «встретил капитана Полларда в Нантакете. Для большинства островитян он никто. На мой взгляд, это один из самых необычных людей, которых я когда-либо встречал». Герман Мелвилл написал роман «Моби Дик, или Белый кит». Источником вдохновения для книги послужила первая часть истории «Эссекса», заканчивающаяся его затоплением.
Книга Натаниэля Филбрика «В сердце моря: Трагедия китобойного судна „Эссекс“» удостоилась Национальной книжной премии Америки. В книге показана история «Эссекса», в том числе и взгляд с точек зрений Никерсона и Чейза. В 2013 году на канале BBC One был показан телефильм «Кит». В 2015 году вышел фильм «В сердце моря», в котором одну из главных ролей исполнил Крис Хемсворт.
История «Эссекса» ежедневно пересказывается сотрудниками Музея китобойного промысла Нантакета.
История «Эссекса» послужила источником вдохновения для популярной песни группы «Mountain» — «Nantucket Sleighride». Также назван и альбом 1971 года, куда включена эта песня.
История «Эссекса» была использована в 2009 году компанией «Би-би-си» в документальном шестисерийном фильме «Тайны Тихого океана». Эпизод был третьим по счёту и носил название «Бескрайняя синева». В нём среди прочего говорилось о сложности выживания людей в открытом океане.
История «Эссекса» упоминается в большом числе художественных произведений XIX—XXI вв.
Немецкая Funeral Doom Metal группа Ahab посвятила катастрофе «Эссекса» и судьбе капитана Полларда свой второй альбом The Divinity of Oceans.

## Комментарии
1. ↑  Весом от 100 до 800 фунтов (от 45 до 360 кг). Черепах оставляли живыми, так как они способны прожить около года без пищи и воды. Моряки убивали их по мере необходимости. Мясо черепах считается вкусным и очень питательным.
2. ↑  По одним источникам, капитан приказал снять с судна такелаж и таким образом убрал крен корабля. Судно оставалось на плаву вплоть до сокрытия его от взгляда за горизонтом. По другим источникам, когда подошли лодки, люди успели лишь помочь вынести провизию. По третьим источникам, лодки прибыли уже после затопления судна.

### Книги
- Chase O. Narrative of the Most Extraordinary and Distressing Shipwreck of the Whale-Ship Essex. — New York: W. B. Gilley, 1821. OCLC 12217894
- Heffernan T. Stove by a whale: Owen Chase and the Essex. — Middletown: Wesleyan University Press, 1990. — 288 p.
- Leslie E., Seagrave S. Desperate Journeys, Abandoned Souls: True Stories of Castaways and Other Survivors. — Houghton Mifflin Harcourt, 1998. — ISBN 978-0-395-91150-1.
- Nickerson T. The Loss of the Ship Essex Sunk by a Whale and the Ordeal of the Crew in Open Boats. — Nantucket: Nantucket Historical Society, 1984. OCLC 11613950
- Philbrick N. In the Heart of the Sea: The Tragedy of the Whaleship Essex. — New York: Penguin Books, 2001. — ISBN 0-14-100182-8. OCLC 46949818

### Статьи
- Дмитриев Г. Самый знаменитый кит // Водный транспорт.
- Karp W. The Essex Disaster // American Heritage. — April — May 1983.

### Публикации в интернете
- Пономарев Р. Охотник станет жертвой. kinomania.ru. Дата обращения: 12 августа 2012.
- Шеффер В. Мобильный дикий кашалот… tmru.bizland.com. Дата обращения: 12 августа 2012.
- Nickerson T. Account of the Ship Essex Sinking, 1819-1821. (англ.). galapagos.to. Дата обращения: 12 августа 2012. Архивировано 2 октября 2012 года.
- Patel S. Top 10 Discoveries of 2011 - Atlantic Whaler Found in Pacific - French Frigate Shoals, Hawaii - Archaeology Magazine (англ.). archaeology.org. Дата обращения: 12 августа 2012. Архивировано 2 октября 2012 года.
- Американское китобойное судно «Эссекс» было несколько раз протаранено гигантским китом. vokrugsveta.ru. Дата обращения: 12 августа 2012.
- The Wreck of the Whaleship Essex (англ.). bbc.co.uk. Дата обращения: 12 августа 2012. Архивировано 2 октября 2012 года.
- 'Moby Dick' captain's ship found (англ.). bbc.co.uk. Дата обращения: 12 августа 2012. Архивировано 2 октября 2012 года.
- PBS - The Voyage of the Odyssey - Class from the Sea - Ocean History - Whaleship Essex (англ.). pbs.org. Дата обращения: 12 августа 2012. Архивировано 2 октября 2012 года.
- Into the Deep: America, Whaling & the World - American Experience (англ.). pbs.org. Дата обращения: 12 августа 2012. Архивировано 2 октября 2012 года.